# Теорема Фалеса о пропорциональных отрезках

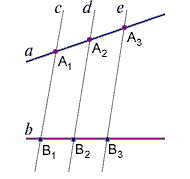

Теорема Фалеса — теорема планиметрии о наборе параллельных секущих к паре прямых.

## Формулировки
Если на одной из двух прямых отложить последовательно несколько равных между собой отрезков и через их концы провести параллельные прямые, пересекающие вторую прямую, то они отсекут на второй прямой равные между собой отрезки.
Более общая формулировка, также называемая теоремой о пропорциональных отрезках
Параллельные секущие образуют на прямых пропорциональные отрезки:
{\displaystyle {\frac {A_{1}A_{2}}{B_{1}B_{2}}}={\frac {A_{2}A_{3}}{B_{2}B_{3}}}={\frac {A_{1}A_{3}}{B_{1}B_{3}}}.}

### Замечания
В теореме нет ограничений на взаимное расположение прямых (она верна как для пересекающихся прямых, так и для параллельных). Также не важно, где находятся отрезки на прямых.
Теорема Фалеса является частным случаем теоремы о пропорциональных отрезках, поскольку равные отрезки можно считать пропорциональными отрезками с коэффициентом пропорциональности, равным 1.
Рассмотрим вариант с несвязанными парами отрезков: пусть угол пересекают прямые {\displaystyle AA_{1}||BB_{1}||CC_{1}||DD_{1}} и при этом {\displaystyle AB=CD}.
1. Проведём через точки {\displaystyle A} и {\displaystyle C} прямые, параллельные другой стороне угла. {\displaystyle AB_{2}B_{1}A_{1}} и {\displaystyle CD_{2}D_{1}C_{1}}. Согласно свойству параллелограмма: {\displaystyle AB_{2}=A_{1}B_{1}} и {\displaystyle CD_{2}=C_{1}D_{1}}.
2. Треугольники {\displaystyle \bigtriangleup ABB_{2}} и {\displaystyle \bigtriangleup CDD_{2}} равны на основании второго признака равенства треугольников

Проведём прямую BC. Углы ABC и BCD равны как внутренние накрест лежащие при параллельных прямых AB и CD и секущей BC, а углы ACB и CBD равны как внутренние накрест лежащие при параллельных прямых AC и BD и секущей BC. Тогда по второму признаку равенства треугольников треугольники ABC и DCB равны. Отсюда следует, что AC = BD и AB = CD. ■

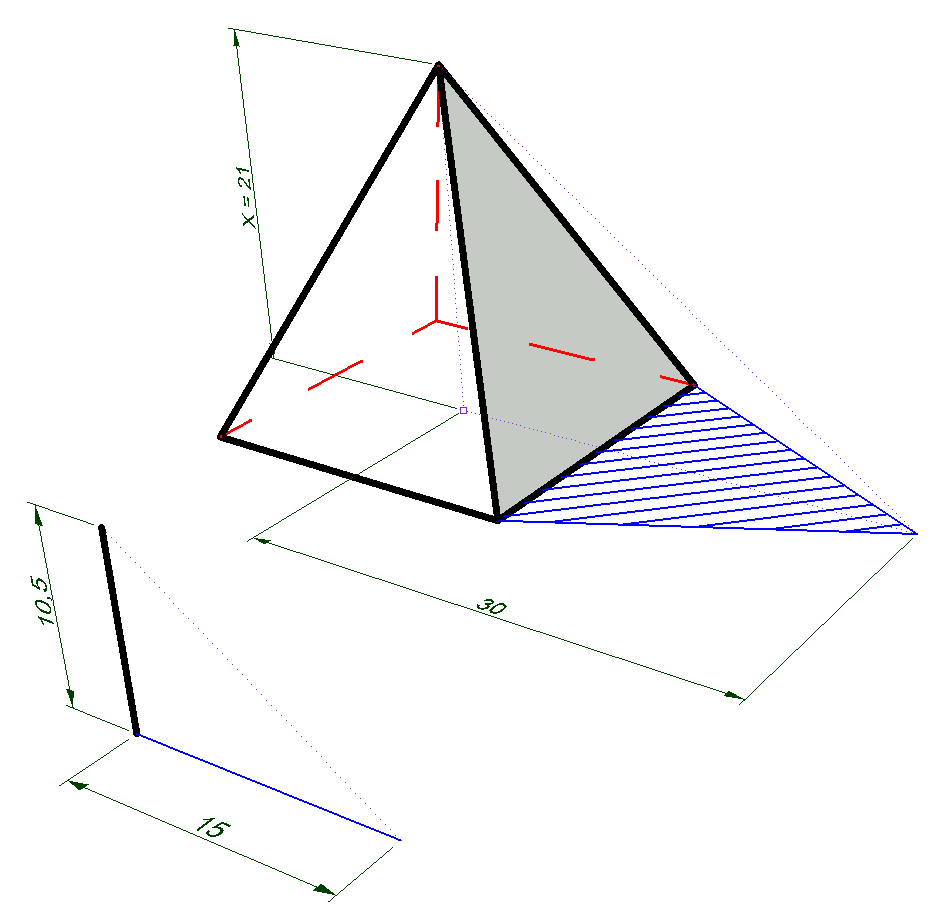

## История
Эта теорема приписывается греческому математику и философу Фалесу Милетскому.
По легенде, Фалес Милетский рассчитывал высоту пирамиды Хеопса, измеряя длину её тени на земле и длину тени палки известной высоты.
Самое раннее из известных письменных доказательств этой теоремы дано в «Началах» Евклида (предложение 2 книги VI).

## Вариации и обобщения

### Обратная теорема
Если в теореме Фалеса равные отрезки начинаются от вершины (часто в школьной литературе используется такая формулировка), то обратная теорема также окажется верной. Для пересекающихся прямых она формулируется так:
| Если прямые, пересекающие две другие пересекающиеся прямые, отсекают на каждой из них равные (или пропорциональные) между собой отрезки, начиная от вершины, то такие прямые параллельны. |

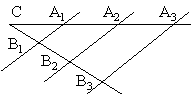
В обратной теореме Фалеса важно, что равные отрезки начинаются от вершины

Таким образом (см. рис.) из того, что {\displaystyle {\frac {CB_{1}}{CA_{1}}}={\frac {B_{1}B_{2}}{A_{1}A_{2}}}=\ldots }, следует, что {\displaystyle A_{1}B_{1}||A_{2}B_{2}||\ldots }.
Если пересекаемые прямые параллельны, то необходимо требовать равенство соответственных отрезков на обеих пересекаемых прямых между собой, иначе данное утверждение становится неверным (контрпример — трапеция, пересекаемая линией, проходящей через середины оснований).
Этой теоремой пользуются в навигации: столкновение судов, двигающихся с постоянной скоростью, неизбежно, если сохраняется направление с одного судна на другое.

### Лемма Соллертинского
Следующее утверждение, двойственно к лемме Соллертинского:
| Пусть {\displaystyle f} — проективное соответствие между точками прямой {\displaystyle l} и прямой {\displaystyle m}. Тогда множество прямых {\displaystyle Xf(X)} будет множеством касательных к некоторому коническому сечению (возможно, вырожденному). |

В случае теоремы Фалеса коникой будет бесконечно удалённая точка, соответствующая направлению параллельных прямых.
Это утверждение, в свою очередь, является предельным случаем следующего утверждения:
| Пусть {\displaystyle f} — проективное преобразование коники. Тогда огибающей множества прямых {\displaystyle Xf(X)} будет коника (возможно, вырожденная). |

## В культуре
- Аргентинская комедийная музыкальная группа Les Luthiers[исп.] представила песню, посвящённую теореме[1];

- Ёшикагэ Кира из манги JoJo’s Bizarre Adventure использовал теорему посреди боя, дабы вычислить расстояние до цели.